# Cement Garden
Pour plus de détails, voir Fiche technique et Distribution.
Cement Garden (The Cement Garden) est un film britannique réalisé par Andrew Birkin, sorti en 1993.

## Synopsis
Une famille anglaise vit dans une maison isolée de banlieue, entourée de terrains vagues et de ruines urbaines. Quatre enfants, l'ainé, Jack, va avoir 16 ans, ses deux sœurs, Julie 15 ans et Sue 12 ans et le petit dernier, Tom, 6 ans. Le père, aidé de Jack peu coopératif, décide de finir l'aménagement du jardin en cimentant les allées mais l'effort lui provoque une crise cardiaque fatale. Les vacances scolaires arrivent alors que la mère tombe malade et meurt à son tour.
Afin d'éviter leur séparation, Jack et Julie décide de cacher le cadavre de leur mère dans la cave, dans une armoire remplie de ciment. Leur vie s'organise alors en toute liberté, sans l'intrusion de personnes extérieures car, sans voisins ni famille, ils n'ont pas à donner d'explication sur la disparition de leur mère. Jack, qui jusque là avait tous les défauts de l'adolescent taciturne et fantasque, finit par se rapprocher de Julie qui étale une sensualité provocante. Mais c'est Dereck, un homme de 33 ans, flirt de Julie, qui va perturber leur petit monde. Jack ne l'apprécie pas vraiment et Dereck va deviner le secret macabre de la maison et la relation incestueuse qui est en train de s'établir entre Jack et Julie.

## Fiche technique
- Titre : Cement Garden
- Titre original : The Cement Garden
- Réalisation : Andrew Birkin
- Scénario : Andrew Birkin d'après le roman d'Ian McEwan
- Photographie : Stephen Blackman
- Musique : Ed Shearmur
- Pays d'origine : Royaume-Uni
- Format : Couleurs - 1,66:1 - Dolby
- Genre : drame
- Date de sortie : 1993

## Distribution
- Andrew N. Robertson : Jack
- Charlotte Gainsbourg : Julie
- Alice Coulthard : Sue
- Ned Birkin : Tom
- Sinéad Cusack : Mère
- Hanns Zischler : Père
- William Hootkins (voix)

## Récompense
- Ours d'argent du meilleur réalisateur à la Berlinale 1993